# 小行星3282
小行星3282（3282 Spencer Jones）是一颗围绕太阳公转的小行星。1949年2月19日，印第安纳大学在摩根县发现了此天体。
該小行星以英國天文學家哈羅德·史賓塞·瓊斯命名。
这颗小行星的绝对星等为18.85655等。